# San Diego Atlihuayán
San Diego Atlihuayán es una ex hacienda azucarera que data del año 1620. Tuvo un apogeo de 300 años. Antes de la fundación de la empresa del ingenio azucarero fue, como parte de Yautepec, un jardín de descanso, desde la época de Moctezuma. Hoy aún conserva su chacuaco, acueducto, casco principal, su Casa Menor y su iglesia construida para venerar a San Diego.

## Ubicación y dimensión geográfica
Atlihuayán se encuentra en el municipio de Yautepec de Zaragoza, en el estado de Morelos, en México. Actualmente tiene una superficie de 7 hectáreas.

## Historia
En la hacienda de San Diego Atlihuayán existieron la cultura Olmeca temprana, y posteriormente, la Tlahuicas. Antes de llegar a la actualidad, su particular acontecer histórico tuvo cuatro diferentes etapas: la primera, prehispánica-Olmeca y Tlahuica; la segunda, la conquistadora y colonizadora española; la tercera, la Independencia, la Reforma y el Porfiriato;  y la cuarta, el México nacido de la Revolución.

## El ingenio azucarero y la esclavitud
Atlihuayán fue primero un trapiche y luego un ingenio azucarero, (también conocido como,) construido en el año 1670. Con el tiempo se fue actualizando y creciendo hasta alcanzar la dimensión que tuvo al principio del siglo XX con más de 11,000 hectáreas.
Durante la segunda mitad del siglo XVI y principios del siglo XVII los españoles tenían derechos sobre los indígenas para emplearlos como fuerza de trabajo. Fue justamente a través de la esclavitud y la encomienda que obtuvieron la mano de obra necesaria para sus empresas como el ingenio azucarero de Atlihuayán, y fue con ellas como se comenzaron a construir las bases de la economía colonial en México.
Entre 1550 y 1560 los esclavos quedaron liberados formalmente por la prohibición del servicio social dimanado de la encomienda, y teóricamente permanecían en las haciendas de manera voluntaria. Sin embargo, al permitir en 1559 el conde de Monterrey que los dueños del ingenio azucarero de Atlihuayán, y demás trapiches, dieran a estos trabajadores dinero adelantado por cuenta de sus  servicios, el alquiler voluntario en el campo, se unió desde sus orígenes al sistema de retención de los trabajadores vía el endeudamiento.
Un visitador de trapiches hizo un informe en 1628, ejecutado en la jurisdicción de Cuernavaca, visitando el ingenio de San Diego Atlihuayán, y varios otros, haciendo un cuestionario. Con este informe logró tenerse información sobre las transgresiones que con mayor frecuencia cometían los patrones. Al contestar las preguntas al visitador, los trabajadores no presentaban gran inconformidad ya que acusar al patrón podría traer represalias. En el ingenio azucarero de Atlihuayán se cometían abusos, al igual que en todas las demás haciendas. A los trabajadores no se les pagaba lo que estipulaba la ley, no dormían bajo techo, y trabajaban de noche.
La oferta de trabajadores indígenas a través del repartimiento forzoso era insuficiente para las necesidades de mano de obra en Nueva España. Ante la escasez de trabajadores, las autoridades decidieron privilegiar  la minería y explotaciones agrícolas de maíz y trigo, en detrimento del ingenio de Atlihuayán y sus similares, ya que decían que el trabajo que los indios padecían en estos ingenios azucareros era muy grande, excedido y contrario a la salud; lo tomaban como causa de que se hubieran enfermado y muerto muchos de ellos.
Cuando las adquisiciones de esclavos eran más o menor regulares, la proporción de los sanos y en posibilidades de trabajar era predominante. Cuando se dejaron de comprar esclavos, se desequilibró: se produjo un aumento gradual de niños y ancianos en la población esclava de los ingenios. En 1717 en Atlihuayán sólo el 49% de la población esclava se consideraba activa.

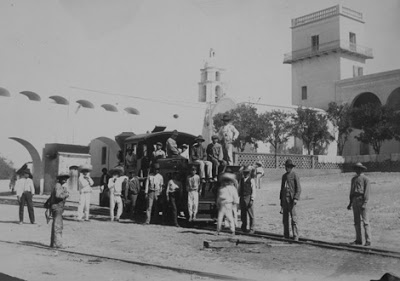
Hacienda San Diego Atlihuayán

Atlihuayán fue uno de los ingenios azucareros más importantes del Estado de Morelos, propiedad de Don Pablo Escandón y Barrón, gobernador de la entidad durante la última etapa del porfiriato. Las tierras de la hacienda, al terminar la Revolución Mexicana fueron repartidas a comunidades aledañas, entre ellas a Yautepec, El Rocío, Atlihuayán, Barranca Honda, El Caracol, y otras.

## Atlihuayán en la actualidad
Durante la segunda mitad del siglo XX, un grupo de amantes de la historia rescató la hacienda de la desolación y abandono en el que estaba.
Hoy en día, su casco principal o Casa Mayor, la Casa Menor, el acueducto la iglesia, el chacuaco y sus demás construcciones reciben muy esmerado mantenimiento y cuidado de sus propietarios.
Se dice que en la alberca de la Hacienda alguna vez se bañó Porfirio Díaz cuando mantenía una estrecha relación con la familia Escandón.

## Personajes en la historia de la hacienda San Diego Atlihuayán
- Pablo Escandón y Barrón
- Emiliano Zapata Salazar
- Amador Salazar Jiménez
- Trinidad Paniagua
- Ignacio Manuel Altamirano
- Enrique Bostelmann
- Luis Esteva Maraboto
- Roberto Meli Piralla